# Fusinus barbarensis
Fusinus barbarensis är en snäckart som först beskrevs av Trask 1855.  Fusinus barbarensis ingår i släktet Fusinus och familjen Fasciolariidae. Inga underarter finns listade i Catalogue of Life.